# Merciless (álbum)
Merciless es el cuarto álbum de la banda sueca de Death metal, Merciless. Fue lanzado en 2003 después de que se volvieron a unir.

## Lista de canciones
1. "Cleansed By Fire" –  3:13
2. "Violent Obsession" –  4:41
3. "Cold Eyes Of Grey" –  3:08
4. "Human Waste" –  3:13
5. "Burn All The Way" –  2:31
6. "Unearthly Salvation" –  3:56
7. "Painless End" –  2:16
8. "Mind Possession" – 4:40
9. "Fallen Angels Universe" – 3:11
10. "In Your Blood" –  6:51

## Créditos
- Erik Wallin - Guitarras
- Roger "Rogga" Pettersson - Voces
- Peter Stjärnvind - Batería
- Fredrik Karlén - Bajo
- Jörgen Sandström - Voces en "Cleansed by fire"

- Datos: Q2842537